# جيمس ديكستر
جيمس ديكستر (بالإنجليزية: James Dexter)‏ هو لاعب كرة قدم أمريكية أمريكي، ولد في 3 مارس 1973 في Fort Ord ‏ في الولايات المتحدة.

## وصلات خارجية
- جيمس ديكستر على موقع مرجع كرة القدم المحترفة.كوم (الإنجليزية)